# Jigsaw (компания)
Jigsaw — американская технологическая компания, специализирующаяся на разработке инструментов для кибербезопасности, борьбы с дезинформацией и защиты цифровых прав. Является дочерней структурой Alphabet Inc. (материнской компании Google). Основанная в 2010 году как Google Ideas, в 2015 году была переименована в Jigsaw и сосредоточилась на создании программных решений для противодействия онлайн-угрозам, включая DDoS-атаки, цензуру, экстремистский контент и дипфейк. Среди ключевых проектов — Project Shield, Perspective API и Outline VPN.
Основная миссия Jigsaw заключается в создании инструментов для защиты свободы слова в интернете, борьбы с дезинформацией и обеспечения кибербезопасности уязвимых групп, включая журналистов, правозащитников и политических активистов. В отличие от традиционных подразделений Google, Jigsaw фокусируется на проектах, находящихся на стыке технологий, геополитики и прав человека.

## История

### Создание как Google Ideas (2010)
Изначально проект появился в 2010 году под названием Google Ideas — как исследовательская инициатива внутри Google, посвящённая изучению влияния технологий на глобальные проблемы: от противодействия экстремизму до защиты цифровых прав. Его основал Джаред Коэн, бывший советник Госдепартамента США, привнёсший в технологическую компанию экспертизу в области международной безопасности.
Google Ideas работал на стыке технологий и геополитики. Он организовывал закрытые форумы с участием хакеров, дипломатов и правозащитников, где обсуждались, например, способы обхода интернет-цензуры в авторитарных странах. Одним из первых практических проектов стал Digital Attack Map — интерактивная карта кибератак в реальном времени, созданная совместно с Arbor Networks.
Ключевой особенностью подхода было сочетание технических решений (вроде ранних версий VPN-инструментов) с политическим анализом. Это отличало Google Ideas от классических ИТ-лабораторий и заложило основу для его превращения в Jigsaw — компанию, которая не просто разрабатывает софт, но и напрямую влияет на цифровую политику.

### Реорганизация в Jigsaw (2015)
К 2015 году Google Ideas перерос формат экспериментальной лаборатории. На фоне растущих угроз — от государственной цензуры до скоординированных кампаний дезинформации — проект трансформировался в полноценную технологическую компанию. Новое название Jigsaw (с англ. "головоломка") отражало комплексный подход к цифровым угрозам, где технические решения требовали понимания социальных, политических и культурных контекстов.
Ребрендинг сопровождался стратегическим сдвигом: от аналитики к созданию конкретных инструментов. Команда под руководством Коэна объединила специалистов по машинному обучению, экспертов по кибербезопасности и политологов. Этот уникальный сплав компетенций позволил разрабатывать продукты вроде Perspective API — алгоритма для выявления токсичных онлайн-комментариев, который позже интегрировали крупнейшие платформы, включая The New York Times и Wikipedia.
Особое внимание уделялось работе в "серых зонах" цифрового пространства:
1. Техническая поддержка независимых СМИ в странах с репрессивными режимами через Project Shield.
2. Разработка инструментов обхода цензуры для активистов и журналистов.
3. Партнёрства с правозащитными организациями типа Access Now и Комитета по защите журналистов.

Переход под крыло Alphabet Inc. в 2018 году закрепил статус Jigsaw как особого подразделения, сочетающего миссию социального воздействия с ресурсами технологического гиганта. В отличие от типичных стартапов Кремниевой долины, компания изначально ориентировалась на глобальные вызовы, где технологии пересекались с вопросами геополитики и прав человека.

### Ключевые этапы развития
С момента преобразования в Jigsaw компания прошла через несколько знаковых вех, определивших её роль в экосистеме цифровой безопасности. Первые годы после ребрендинга были посвящены масштабированию ранних наработок Google Ideas — таких как система защиты от DDoS-атак, которая из экспериментального инструмента превратилась в промышленное решение для медиа и правозащитных организаций.
Период с 2016 по 2018 год ознаменовался выходом на принципиально новый уровень технологий. Именно тогда появился Perspective API, изначально создававшийся для фильтрации токсичных комментариев, но позже нашедший применение в борьбе с координационным вредом — скоординированными атаками в комментариях и массовыми кампаниями дезинформации. Параллельно разрабатывался Outline VPN, который из внутреннего инструмента Google превратился в открытую платформу, используемую журналистами в регионах с жёсткой интернет-цензурой.
Особый поворот в истории компании произошёл после 2020 года, когда пандемия COVID-19 обострила проблемы цифрового пространства. Jigsaw резко увеличил инвестиции в технологии детекции синтетических медиа — результатом стал проект Assembler для выявления глубоких фейков, сочетающий подходы компьютерного зрения и анализ метаданных. В этот же период началось активное сотрудничество с европейскими регуляторами по вопросам регулирования платформенного контента.

Последние годы характеризуются смещением фокуса на превентивные решения. Вместо реактивного ответа на угрозы Jigsaw разрабатывает системы прогнозирования кибератак и предиктивной модерации контента. Экспериментальные проекты вроде системы анализа устойчивости демократических институтов к цифровым угрозам демонстрируют эволюцию от чисто технологической компании к исследовательскому центру, работающему на стыке компьютерных и социальных наук.